# Волчино (озеро, Мядельский район)
Во́лчино (бел. Во́ўчын; белорусский вариант наименования Воўчына и русский Волчин встречаются реже) — озеро в Мядельском районе Минской области Белоруссии. Относится к бассейну реки Мяделка. Самое глубокое из Мядельских озёр.

## География
Озеро находится в 12 км к северу от города Мядель, севернее озера Мядель. Рядом с озером Волчино расположены деревни Кобайлы и Черняты. Высота над уровнем моря составляет 150,3 м.
Площадь поверхности водоёма составляет 0,53 км². Длина — 1,8 км, наибольшая ширина — 0,45 км, средняя ширина — 0,29 км. Длина береговой линии — 4,29 км. Наибольшая глубина — 32,9 м, средняя — 14,8 м. Объём озера — 7,87 млн м³. Площадь водосбора — 3,68 км².

## Морфология
Озеро располагается в котловине лощинного типа, вытянутой с севера на юг. Склоны озёрной котловины достигают 10—15 м в высоту, в северной части понижаясь до 4—5 м. Склоны поросли редколесьем и кустарником, местами распаханы. Береговая линия извилистая. Берега высокие. В северной части озера располагается залив с низкими, заболоченными берегами. На севере и западе имеется пойма шириной 10—30 м.
Глубины до 2 м занимают 13 % площади озера. Мелководная зона узкая, песчаная. До глубины 10 м дно покрыто опесчаненным илом, глубже — глинистым илом. Дно залива в северной части озера выстлано кремнезёмистым сапропелем высоким содержанием карбонатов. Южная и северная глубоководная части водоёма разделены подводным хребтом.

## Гидробиология
Вода в озере — гидрокарбонатного класса кальциевой группы. Минерализация составляет 291,1 мг/л. Прозрачность достигает 4,6 м. Режим питания — мезотрофный. Из северной части озера вытекает ручей, впадающий в реку Мяделка.
Надводная растительность почти отсутствует, подводная распространяется до глубины 4 м.
В озере обитают щука, окунь, густера, уклейка, плотва, налим, линь, карась, краснопёрка и другие виды рыб, а также раки.

## Рекреационное использование
На озере разрешены рыбалка и подводная охота, но запрещено использование плавсредств с моторами. Благодаря достаточно большой глубине озеро посещают любители дайвинга, однако погружения могут быть рискованными из-за большого количества опасных предметов, оставшихся на дне со времён Первой мировой войны и Великой Отечественной войны.